# Anthropoid
Anthropoid is een Britse-Frans-Tsjechische oorlogsfilm uit 2016, geregisseerd door Sean Ellis. De film is gebaseerd op de waargebeurde Operatie Anthropoid tijdens de Tweede Wereldoorlog. Hij ging in première op 1 juli als openingsfilm van het internationaal filmfestival van Karlsbad.

## Verhaal
Zeven soldaten van het Tsjecho-Slowaakse leger-in-ballingschap, waaronder de latere uitvoerders Jozef Gabčík en Jan Kubiš, werden door de RAF op 28 december 1941 boven Tsjechië gedropt. Hun doel is het vermoorden van de nazileider Reinhard Heydrich. Met heel weinig middelen en ondersteuning moeten ze proberen hun doel te bereiken. 

## Rolverdeling
| Acteur            | Personage          |
| ----------------- | ------------------ |
| Jamie Dornan      | Jan Kubiš          |
| Cillian Murphy    | Jozef Gabčík       |
| Anna Geislerová   | Lenka Fafková      |
| Harry Lloyd       | Adolf Opálka       |
| Toby Jones        | Jan Zelenka-Hajský |
| Charlotte Le Bon  | Marie Kovárniková  |
| Alena Mihulová    | Mevr. Moravec      |
| Marcin Dorociński | Ladislav Vaněk     |
| Bill Milner       | Ata Moravec        |
| Sam Keeley        | Josef Bublík       |
| Jiří Šimek        | Karel Čurda        |
| Mish Boyko        | Jan Hrubý          |
| Václav Neužil     | Josef Valčík       |
| Andrej Polák      | Jaroslav Švarc     |
| Sean Mahon        | Dr. Eduard         |
| Detlef Bothe      | Reinhard Heydrich  |

## Productie
In maart 2015 werd bekendgemaakt dat Jamie Dornan en Cillian Murphy de hoofdrollen zouden spelen in de film. De filmopnamen gingen van start in juli 2015 in Tsjechië.